# Capella de Santa Llúcia
La Capella de Santa Llúcia, antigament de les Onze Mil Verges, és un edifici d'estil romànic tardà annex a la Catedral de Barcelona.

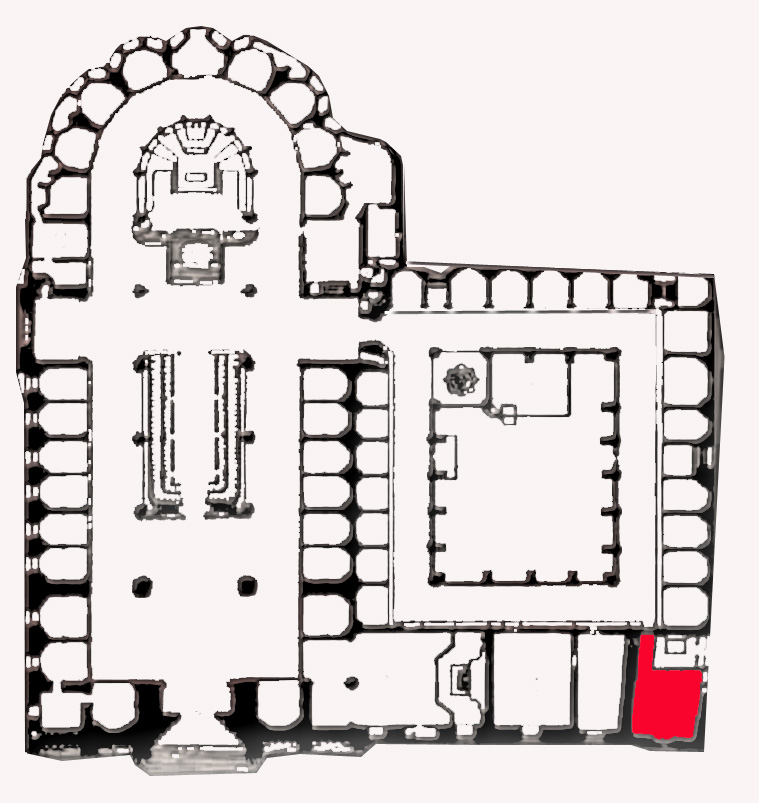
Situació de la capella de Santa Llúcia dins del conjunt de la Catedral

## Història
Va ser construïda entre els anys 1257 i 1268 per ordre del bisbe de Barcelona Arnau de Gurb (1252-1284) com a capella del Palau Episcopal, amb el qual era unida, i va ser annexionada per la catedral gòtica a partir del 1431, quan s'acabaren les obres del sector occidental del claustre.
La dedicació original fou a la Mare de Déu, a santa Quitèria i a totes les santes verges, i hi havia un altar dedicat a Santa Llúcia i un altre a santa Àgata. La dedicació exclusiva a santa Llúcia, protectora de la vista, data del 1296, quan segons la tradició, per intercessió miraculosa d'aquesta santa, una nena nascuda sense ulls els obtingué.

## Descripció
De planta rectangular, amb una sola nau amb volta de canó apuntada i de dimensions molt reduïdes, està edificada amb dovelles molt regulars, i sobre el centre de la façana s'alça una petita espadanya de dos buits, un afegit posterior. Té una porta per darrere que permet accedir al claustre i tenia una porta lateral que s'obria al carrer del Bisbe, tapiada el 1821, de la qual encara es pot contemplar el timpà amb un Agnus Dei de transició del romànic al gòtic.

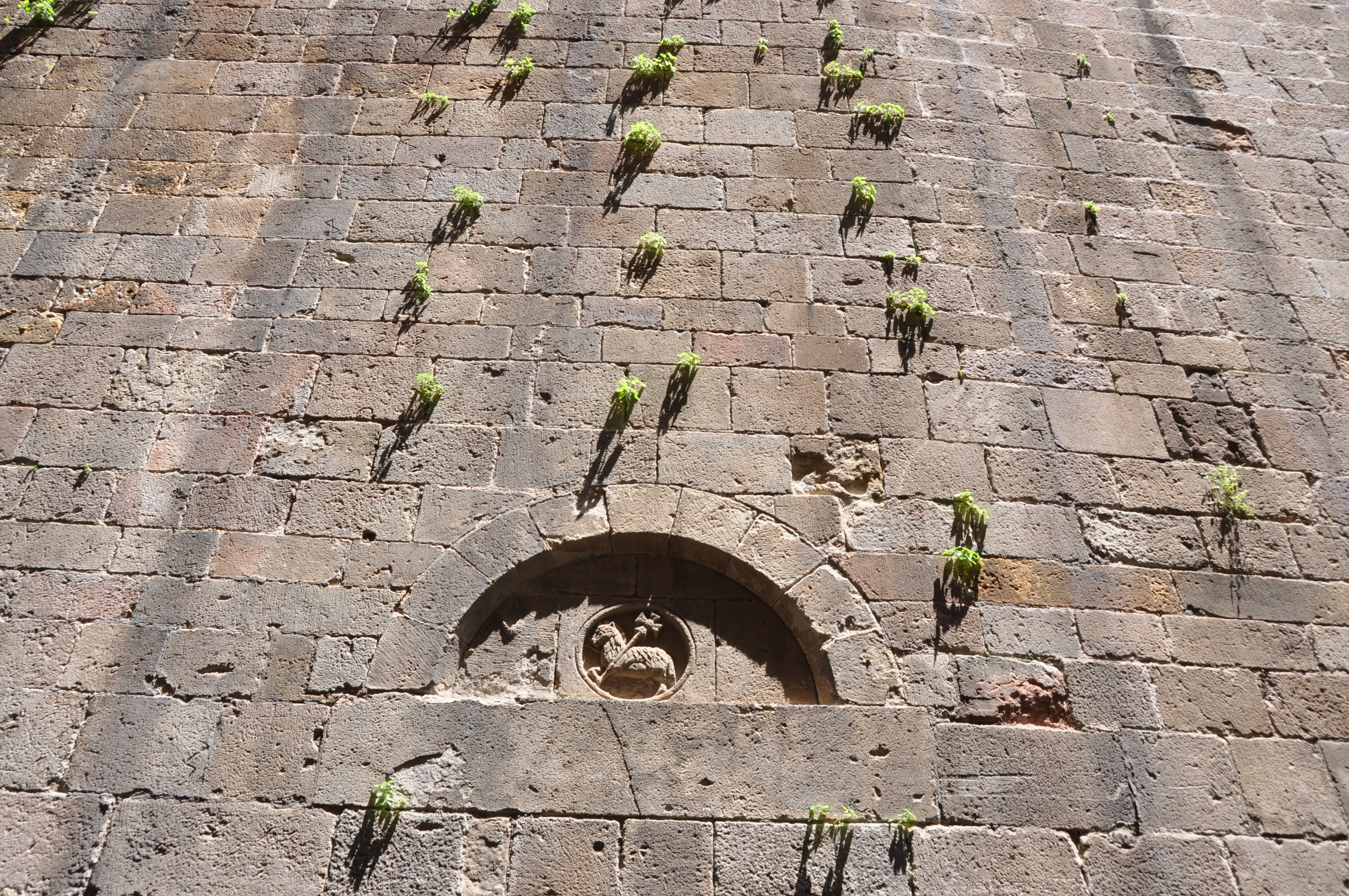
Timpà de l'antic portal lateral amb l'Agnus Dei

A l'angle hi ha una columneta esculpida en baix relleu, que segons una tradició del segle xvii llargament repetida, hauria servit de patró de mesura de l'antiga cana d'ús a la ciutat, corresponent a 1.555 mm. Aquesta interpretació és actualment rebutjada, ja que es tracta d'un bordó decoratiu que no té la mida de la cana i que es repeteix, per simetria, a l'altre costat de la façana. La confusió s'atribueix a la inscripció a la mateixa façana on es pot llegir clarament la paraula «cana», però que sencera diu «a dues canas lo pou».

### Portal
És romànic amb arquivoltes semicirculars, sustentades per tres pilars quadrangulars adossats i dues fines columnes exemptes circulars de fust llis en ambdós costats de la porta, i capitells esculpits amb figures d'animals i personatges, acompanyats de trenta plantes pertanyents a sis espècies comunes que es reparteixen per les impostes i les arquivoltes: fulles de roure, d'Anemone sp., d'agrimònia i de Potentilla sp., frondes de polipodi (una falguera) i una gramínia indeterminada. Aquestes plantes estan representades amb prou realisme per identificar-les, que fa palès que l'escultor tenia les plantes al davant, i la seva presència s'ha relacionat amb la moda, apareguda al nord de França a principis del segle xiii, consistent en abandonar els acants idealitzats que el romànic havia heretat de l'ordre corinti de l'arquitectura clàssica per a substituir-los per representacions naturalistes de la flora local. A més dels motius vegetals, en algunes arquivoltes i a la franja superior de les impostes hi ha motius geomètrics.
Dels quatre capitells de les columnes, els dos interiors només tenen motius vegetals, l'exterior dret té esculpits dos quadrúpedes (un a cada cara, però compartint la mateixa boca, el que s'ha assenyalat com una mostra de la no gaire bona qualitat de l'escultura d'aquesta porta) i a l'exterior esquerre s'hi representen les escenes de l'Anunciació i la Visitació. Part de l'ornamentació de la porta va haver de ser reconstruïda per la caiguda d'una bomba el 1842, i el timpà, que és llis, té pintures no gaire ben conservades de principis del segle xx.

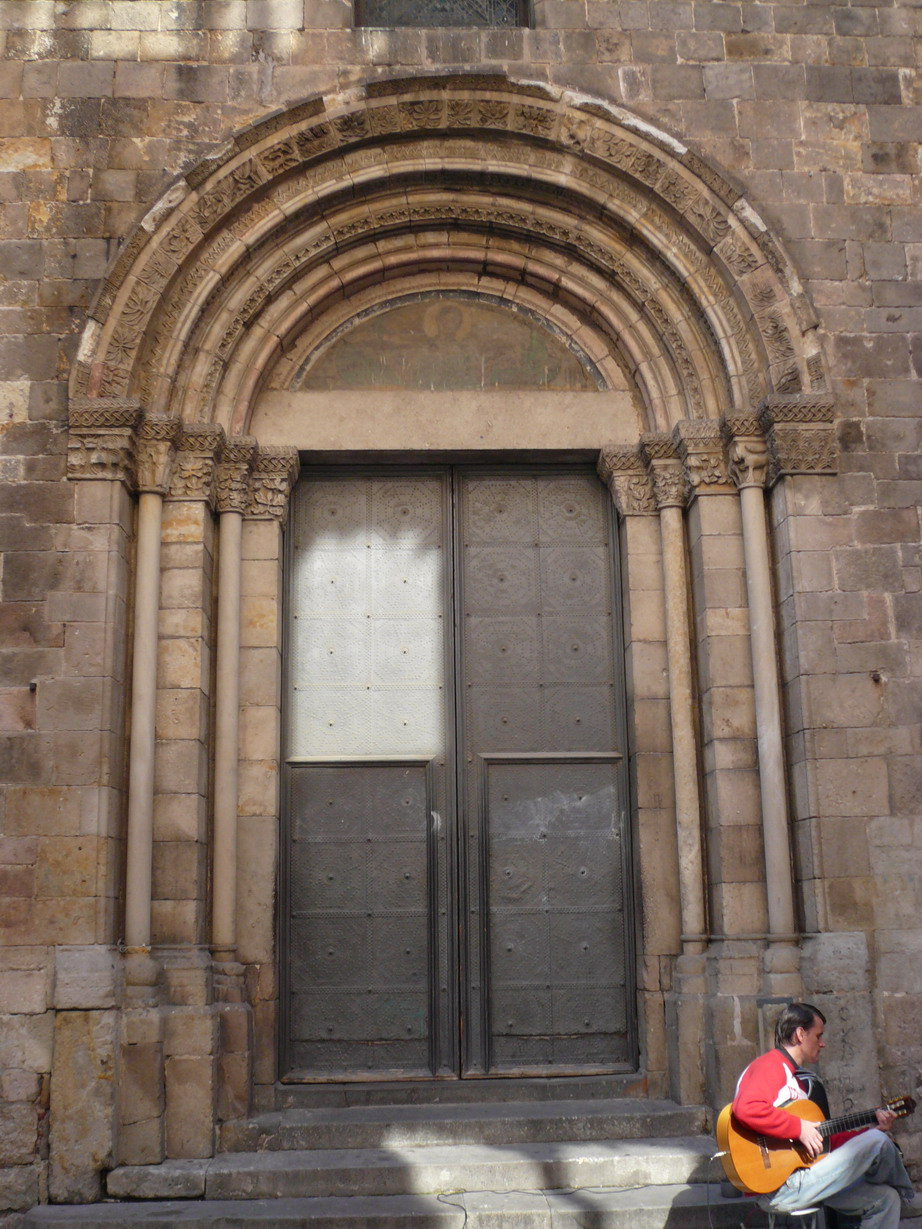
Porta de Santa Llúcia
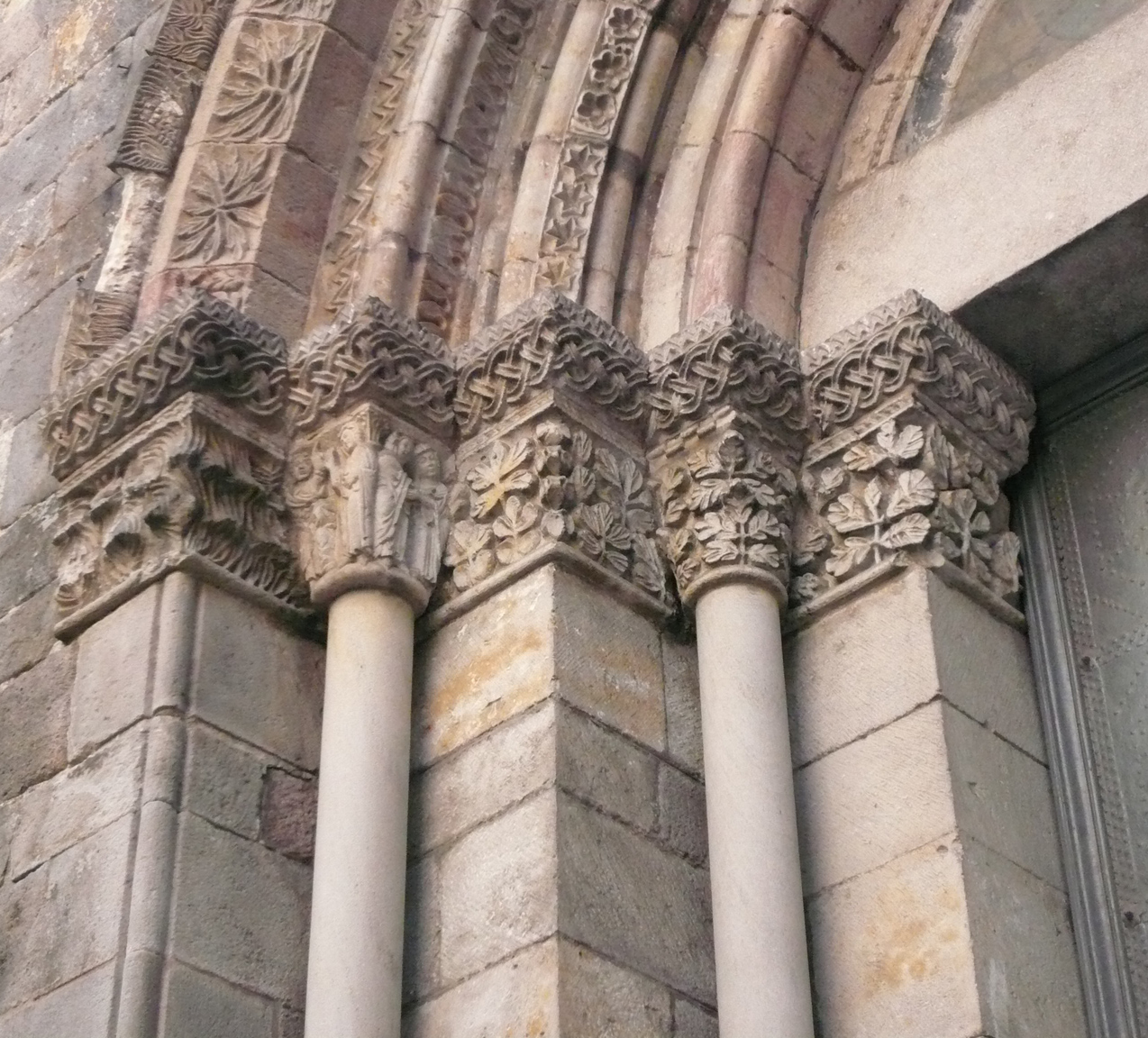
Costat esquerre, amb el capitell amb l'anunciació i la visitació
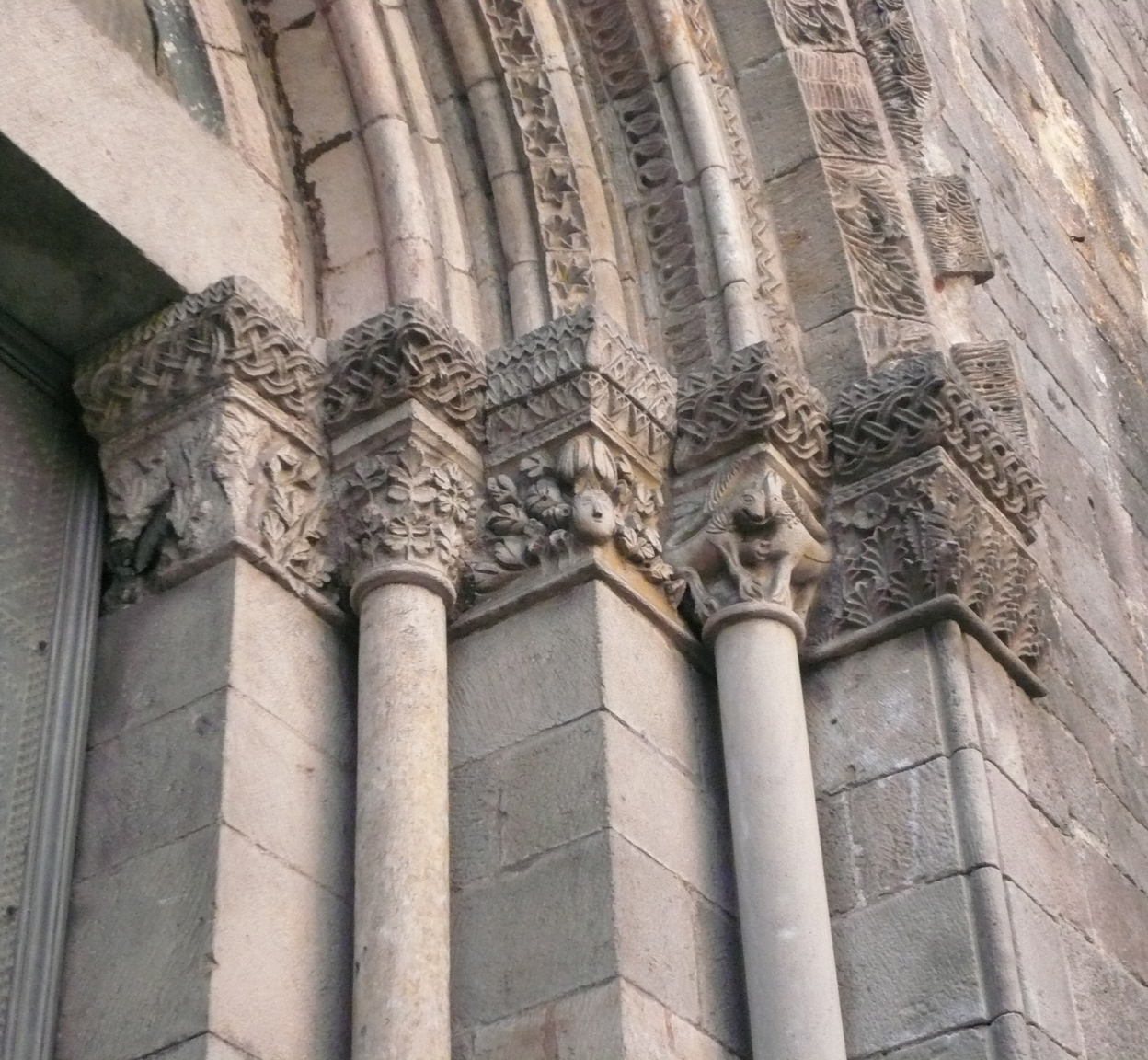
Costat dret

### Interior
A l'interior hi ha en dues arcades laterals, dos sepulcres. El del costat de l'epístola (o sigui, a mà dreta) és el del bisbe Arnau de Gurb, d'estil gòtic, el qual havia estat tapiat molts anys fins que el 1891 es va redescobrir i restaurar, per això la disposició d'alguns elements podria no ser l'original, i el del costat de l'evangeli (entrant a mà esquerra) el del canonge Francesc de Santa Coloma, del segle xiv, a sobre del qual hi ha un calvari tallat en pedra amb el fons de vidre blau, el mateix canonge hi apareix representat agenollat al costat de la creu, que era una forma habitual de representar el donant (el que havia pagat l'obra) semblant a com apareix el canonge Vila al timpà de la Porta de la Pietat.

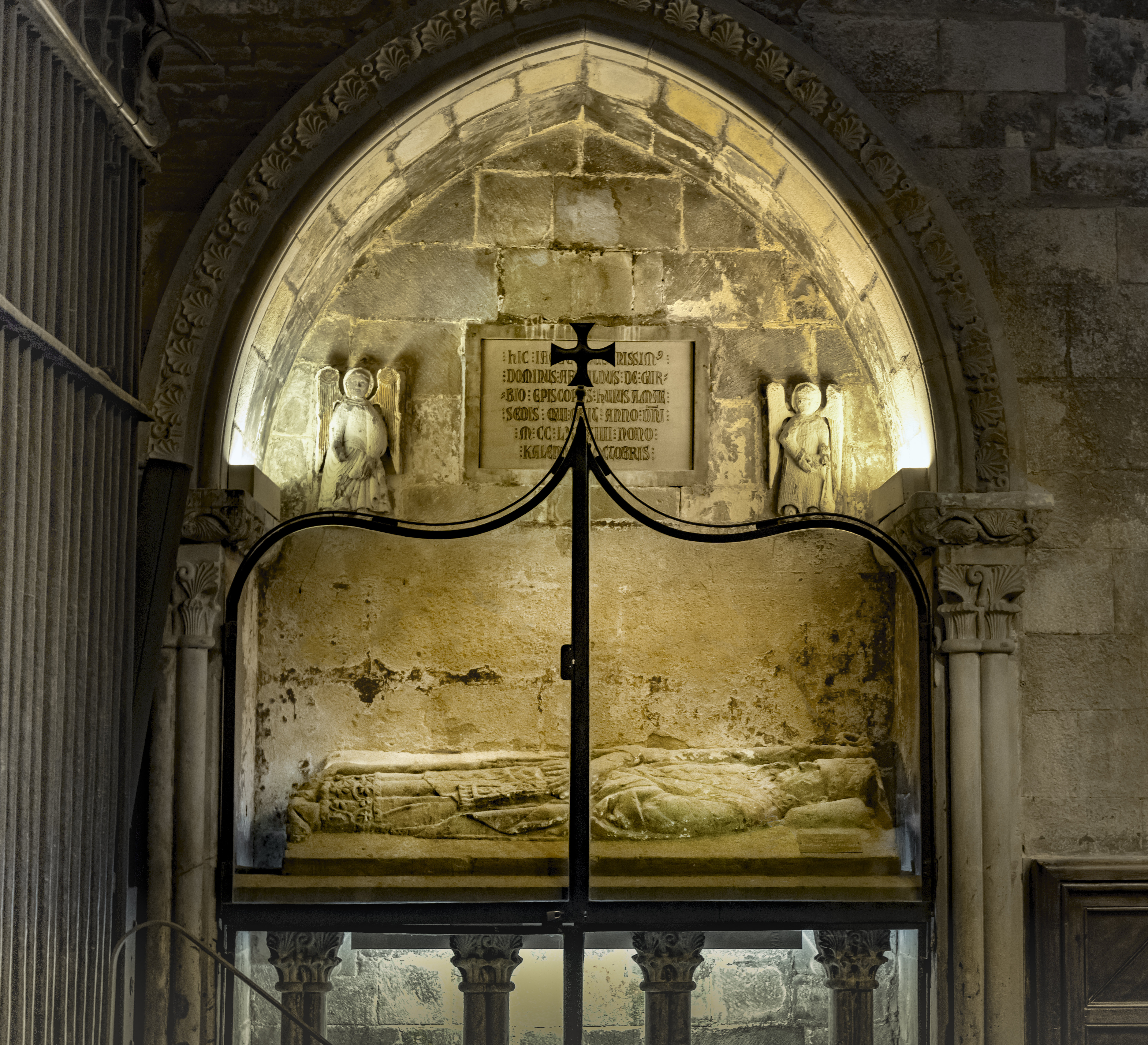
Sepulcre del bisbe Arnau de Gurb
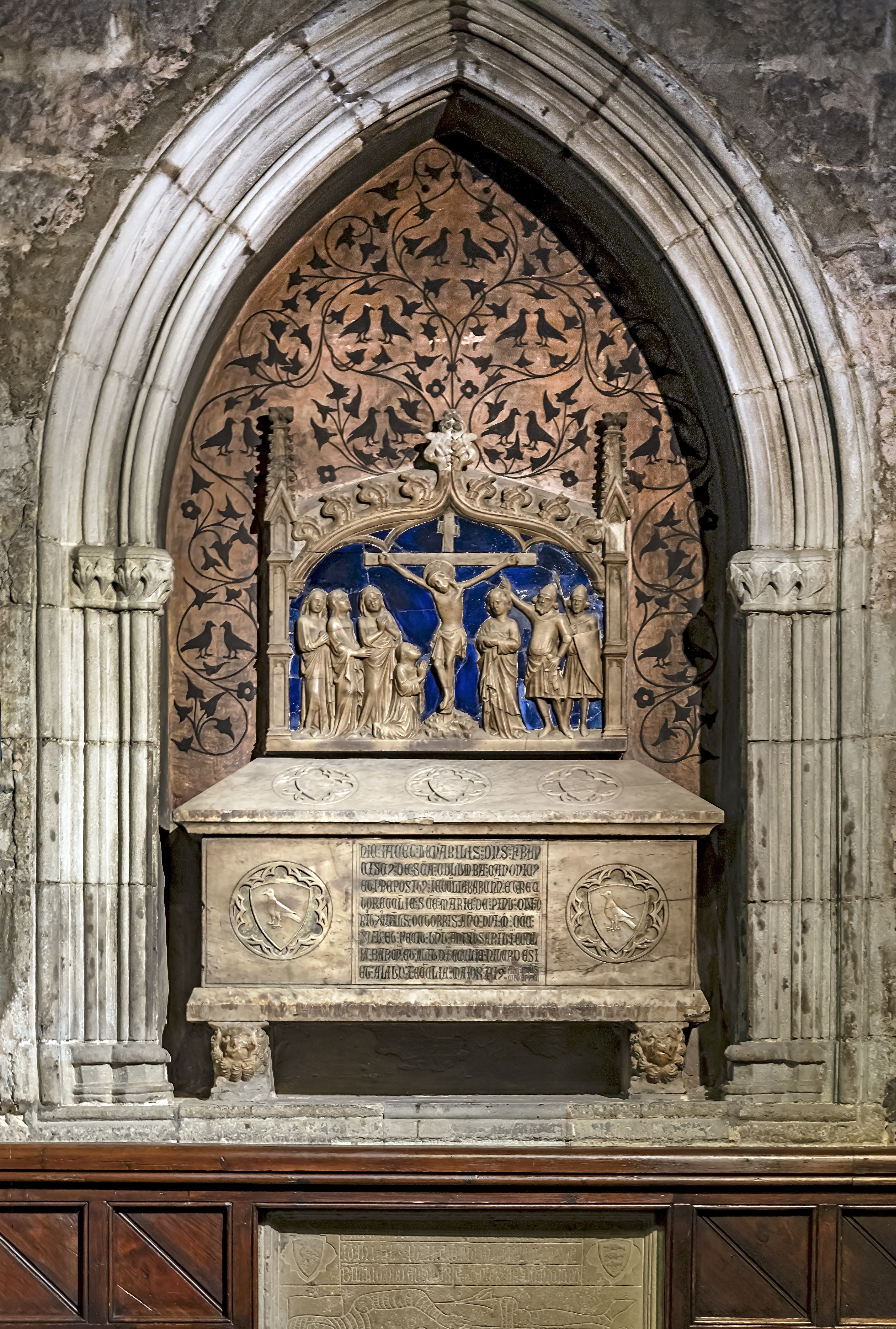
Sepulcre del canonge Francesc de Santa Coloma
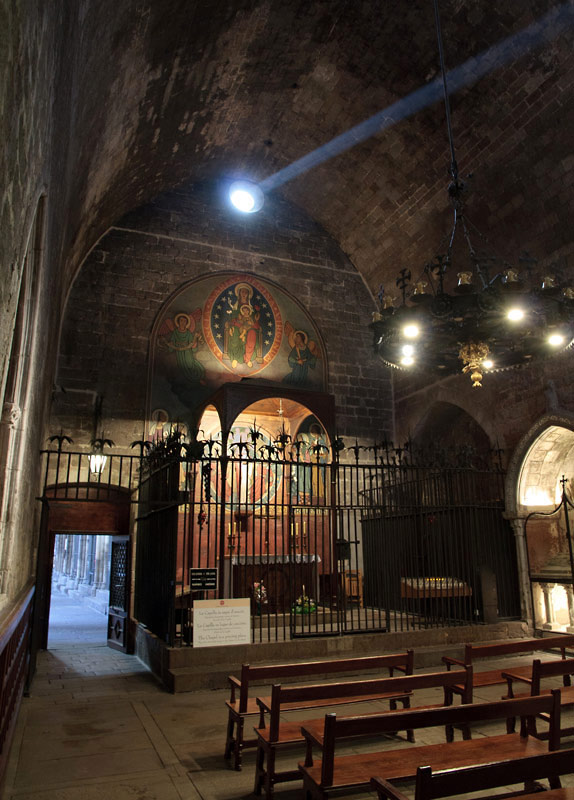
Interior de la capella: altar
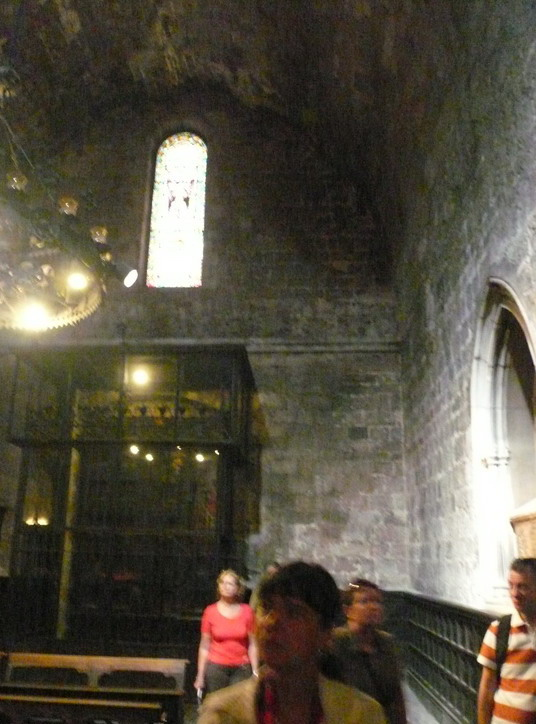
Interior de la capella, vista d'esquena a l'altar i a la porta del claustre
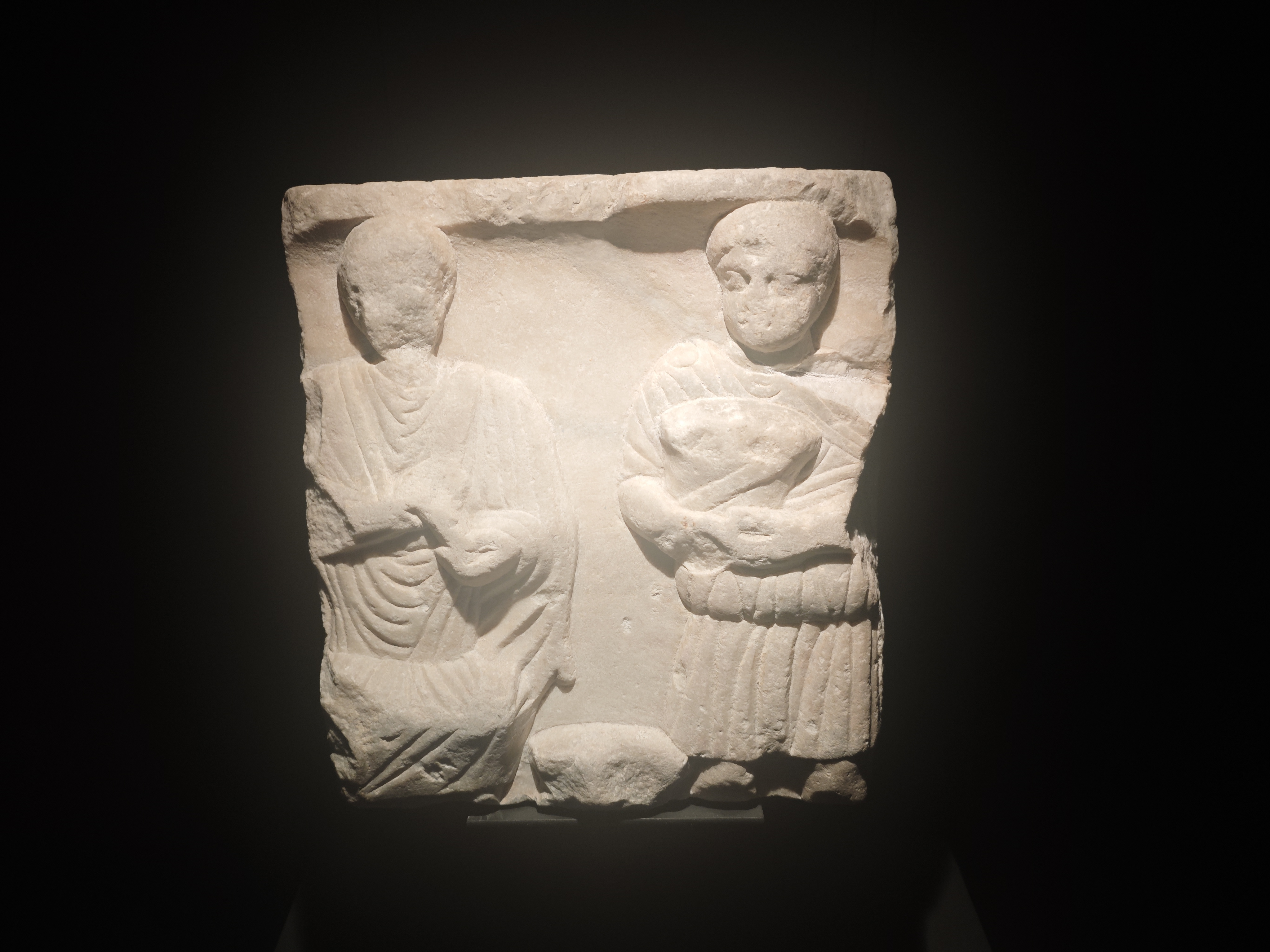
Fragment d'un sarcòfag tardoromà (segle iv) que representa la multiplicació del pa i dels peixos